# پولاد هاشم‌اف
پولاد اسراییل اوغلو هاشم‌اف [زاده ۱۹۷۵ در روستای واندام، بخش قَبَلَه، متوفی به تاریخ ۱۴ ژوئیه ۲۰۲۰ در روستای آغدام، بخش تووز، جمهوری آذربایجان) – سرلشکر نیروهای مسلح جمهوری آذربایجان. او در سال ۲۰۲۰ در درگیری مرزی ارمنستان و جمهوری آذربایجان کشته شد.

## زندگی‌نامه
پولاد اسراییل اوغلو هاشم‌اف به سال ۱۹۷۵ (۱۳۵۴) در بخش قَبَلَه به دنیا آمد. او تحصیلات متوسطهٔ خود را در شهر سومقاییت به پایان برد. وی ابتدا از «مدرسه عالی فرماندهی تمام زیرمجموعه‌های ارتش باکو» در آذربایجان دانش‌آموخته شده و سپس در «آکادمی نظامی ترکیه» به ادامه تحصیل نظامی پرداخت.

## فعالیت‌ها
پولاد اسراییل اوغلو هاشم اف در سال ۲۰۰۳ (۱۳۸۲)، هنگامی که درجهٔ نظامیاش سرگرد بود، نخستین مدال «نشان مخصوص خدمات نظامی» را از دست حیدر علی‌اف، رئیس‌جمهوری وقت آذربایجان، دریافت کرد. ۶ سال پس از این تاریخ، به سال ۲۰۰۹ (۱۳۸۸) الهام علی‌اف، رئیس‌جمهور آذربایجان، از پولاد هاشم‌اف با اعطاء نشان درجه ۳ «برای خدمت در راه میهن»، تقدیر به عمل آورد.
در سال ۲۰۱۶، به عنوان فرمانده ستاد سپاه یکم ارتش این کشور در درگیری‌های ۲۰۱۶ جمهوری آذربایجان و ارمنستان در محور منطقهٔ مسکونی تالیش حضور فعال داشت. پولاد هاشم اف با حکم الهام علی‌اف، رئیس‌جمهوری و فرمانده کل قوای این کشور به تاریخ ۲۴ ژوئن ۲۰۱۹ (۳ تیر ماه ۱۳۹۸) به درجهٔ سرتیپ دومی ارتقاء پیدا کرد.
او به عنوان رئیس قرارگاه سپاه دوم انجام وظیفه می‌کرد.

## جایزه‌ها و نشان‌های افتخار
- مدال مخصوص خدمت به میهن (۲۰۰۳)
- مدال مخصوص خدمت در راه میهن (۲۰۰۹)
- مدال درجه سه خدمات برجسته نظامی (۲۰۱۴)
- مدال مخصوص خدمت به میهن (۲۰۱۴) – مدال درجه سه
- مدال مخصوص خدمت به میهن (۲۰۱۶)) – مدال درجه دو